# 33181 Aalokpatwa
33181 Aalokpatwa è un asteroide della fascia principale. Scoperto nel 1998, presenta un'orbita caratterizzata da un semiasse maggiore pari a 2,6995565 UA e da un'eccentricità di 0,0785145, inclinata di 3,19524° rispetto all'eclittica.